# Saison 2016-2017 des Hawks d'Atlanta
La saison 2016-2017 des Hawks d'Atlanta est la 67e saison de la franchise en National Basketball Association (NBA) et la 49e saison dans la ville de Atlanta.

## Draft
| Tour | Choix | Joueur                             | Poste | Nationalité | Provenance            |
| ---- | ----- | ---------------------------------- | ----- | ----------- | --------------------- |
| 1    | 21    | DeAndre’ Bembry                    | SF    | États-Unis  | Hawks de Saint-Joseph |
| 2    | 44    | Isaïa Cordinier                    | SG    | France      | Denain (France)       |
| 2    | 54    | Kay Felder (Transféré à Cleveland) | PG    | États-Unis  | Oakland               |

## Summer League
| Summer League Total: 4-2 |

| Match | Date match | Équipe     | Score   | Meilleur marqueur   | Meilleur rebondeur   | Meilleur passeur     | Lieux Spectateurs    | Série |
| ----- | ---------- | ---------- | ------- | ------------------- | -------------------- | -------------------- | -------------------- | ----- |
| 1     | 8 juillet  | Houston    | V 83-78 | Kevin Pangos (16)   | Ashley, Tavares (8)  | Lamar Patterson (6)  | Cox Pavilion         | 1 - 0 |
| 2     | 10 juillet | Washington | V 88-80 | Bryce Cotton (21)   | Bembry, Costello (6) | DeAndre' Bembry (7)  | Cox Pavilion         | 2 - 0 |
| 3     | 11 juillet | Brooklyn   | D 65-72 | Brandon Ashley (11) | Walter Tavares (8)   | DeAndre' Bembry (3)  | Thomas & Mack Center | 2 - 1 |
| 4     | 13 juillet | Sacramento | V 81-61 | Taurean Prince (21) | Prince, Tavares (9)  | Kevin Pangos (7)     | Cox Pavilion         | 3 - 1 |
| 5     | 14 juillet | Washington | D 60-71 | Brandon Ashley (12) | Prince, Tavares (7)  | DeAndre' Bembry (4)  | Cox Pavilion         | 3 - 2 |
| 6     | 15 juillet | Memphis    | V 89-79 | Bryce Cotton (18)   | Walter Tavares (10)  | Darington Hobson (6) | Cox Pavilion         | 4 - 2 |

## Pré-saison
| Pré-saison Total: 5-2 (Domicile : 3-1 ; Extérieur : 2-1) |

| Match | Date match | Équipe           | Score    | Meilleur marqueur          | Meilleur rebondeur  | Meilleur passeur     | Lieux Spectateurs | Série |
| ----- | ---------- | ---------------- | -------- | -------------------------- | ------------------- | -------------------- | ----------------- | ----- |
| 1     | 6 octobre  | @ Memphis        | V 104-83 | Walter Tavares (15)        | Walter Tavares (10) | Will Bynum (4)       | Cintas Center     | 1 - 0 |
| 2     | 8 octobre  | @ San Antonio    | D 91-102 | Prince, Delaney (13)       | Walter Tavares (7)  | Will Bynum (7)       | AT&T Center       | 1 - 1 |
| 3     | 10 octobre | Cleveland        | V 99-93  | Dwight Howard (26)         | Dwight Howard (8)   | Mike Muscala (5)     | Philips Arena     | 2 - 1 |
| 4     | 13 octobre | Détroit          | D 94-99  | Dennis Schröder (17)       | Dwight Howard (9)   | Dennis Schröder (9)  | Philips Arena     | 2 - 2 |
| 5     | 16 octobre | @ Orlando        | V 105-98 | Hardaway Jr., Millsap (19) | Paul Millsap (9)    | Paul Millsap (7)     | Amway Arena       | 3 - 2 |
| 6     | 18 octobre | Nouvelle-Orléans | V 96-89  | Tim Hardaway, Jr. (16)     | Dwight Howard (11)  | Dennis Schröder (5)  | Philips Arena     | 4 - 2 |
| 7     | 20 octobre | @ Chicago        | V 97-81  | Howard, Korver (16)        | Dwight Howard (15)  | Korver, Schröder (6) | CenturyTel Center | 5 - 2 |

## Saison régulière
| Saison régulière Total: 43-39 (Domicile : 23-18 ; Extérieur : 20-21) |

| Match | Date match | Équipe         | Score    | Meilleur marqueur  | Meilleur rebondeur  | Meilleur passeur     | Lieux Spectateurs  | Série |
| ----- | ---------- | -------------- | -------- | ------------------ | ------------------- | -------------------- | ------------------ | ----- |
| 1     | 27 octobre | Washington     | V 114-99 | Paul Millsap (28)  | Dwight Howard (19)  | Paul Millsap (6)     | Philips Arena      | 1 - 0 |
| 2     | 29 octobre | @ Philadelphie | V 104-72 | Paul Millsap (17)  | Kris Humphries (10) | Dennis Schröder (11) | Wells Fargo Center | 2 - 0 |
| 3     | 31 octobre | Sacramento     | V 106-95 | Dwight Howard (18) | Paul Millsap (14)   | Paul Millsap (8)     | Philips Arena      | 3 - 0 |

| Match | Date match  | Équipe         | Score     | Meilleur marqueur      | Meilleur rebondeur    | Meilleur passeur      | Lieux Spectateurs          | Série  |
| ----- | ----------- | -------------- | --------- | ---------------------- | --------------------- | --------------------- | -------------------------- | ------ |
| 4     | 2 novembre  | L. A. Lakers   | D 116-123 | Dwight Howard (31)     | Dwight Howard (11)    | Trois joueurs (6)     | Philips Arena              | 3 - 1  |
| 5     | 4 novembre  | @ Washington   | D 92-95   | Howard, Schröder (20)  | Dwight Howard (12)    | Kent Bazemore (5)     | Verizon Center             | 3 - 2  |
| 6     | 5 novembre  | Houston        | V 112-97  | Paul Millsap (23)      | Dwight Howard (14)    | Dennis Schröder (12)  | Philips Arena              | 4 - 2  |
| 7     | 8 novembre  | @ Cleveland    | V 110-106 | Dennis Schröder (28)   | Dwight Howard (17)    | Dennis Schröder (6)   | Quicken Loans Arena        | 5 - 2  |
| 8     | 9 novembre  | Chicago        | V 115-107 | Thabo Sefolosha (20)   | Paul Millsap (11)     | Kent Bazemore (7)     | Philips Arena              | 6 - 2  |
| 9     | 12 novembre | Philadelphie   | V 117-96  | Tim Hardaway, Jr. (20) | Dwight Howard (11)    | Dennis Schröder (8)   | Philips Arena              | 7 - 2  |
| 10    | 15 novembre | @ Miami        | V 93-90   | Dennis Schröder (18)   | Dwight Howard (11)    | Trois joueurs (4)     | American Airlines Arena    | 8 - 2  |
| 11    | 16 novembre | Milwaukee      | V 107-100 | Paul Millsap (21)      | Paul Millsap (8)      | Dennis Schröder (8)   | Philips Arena              | 9 - 2  |
| 12    | 18 novembre | @ Charlotte    | D 96-100  | Paul Millsap (22)      | Dwight Howard (18)    | Malcolm Delaney (8)   | Time Warner Cable Arena    | 9 - 3  |
| 13    | 20 novembre | @ New York     | D 94-104  | Paul Millsap (19)      | Dwight Howard (18)    | Bazemore, Millsap (5) | Madison Square Garden      | 9 - 4  |
| 14    | 22 novembre | New Orleans    | D 94-112  | Korver, Schröder (14)  | Paul Millsap (8)      | Dennis Schröder (7)   | Philips Arena              | 9 - 5  |
| 15    | 23 novembre | @ Indiana      | V 96-85   | Dwight Howard (23)     | Dwight Howard (20)    | Paul Millsap (5)      | Bankers Life Fieldhouse    | 10 - 5 |
| 16    | 25 novembre | @ Utah         | D 68-95   | Dennis Schröder (16)   | Howard, Sefolosha (7) | Taurean Prince (3)    | Vivint Smart Home Arena    | 10 - 6 |
| 17    | 27 novembre | @ L. A. Lakers | D 94-109  | Kent Bazemore (21)     | Dwight Howard (9)     | Dennis Schröder (8)   | Staples Center             | 10 - 7 |
| 18    | 28 novembre | @ Golden State | D 100-105 | Dennis Schröder (24)   | Dwight Howard (16)    | Dennis Schröder (6)   | Oracle Arena               | 10 - 8 |
| 19    | 30 novembre | @ Phoenix      | D 107-109 | Dennis Schröder (31)   | Dwight Howard (14)    | Dennis Schröder (9)   | Talking Stick Resort Arena | 10 - 9 |

| Match | Date match  | Équipe          | Score         | Meilleur marqueur            | Meilleur rebondeur     | Meilleur passeur      | Lieux Spectateurs         | Série   |
| ----- | ----------- | --------------- | ------------- | ---------------------------- | ---------------------- | --------------------- | ------------------------- | ------- |
| 20    | 2 décembre  | Détroit         | D 85-121      | Dennis Schröder (17)         | Howard, Prince (6)     | Dennis Schröder (11)  | Philips Arena             | 10 - 10 |
| 21    | 3 décembre  | @ Toronto       | D 84-128      | Schröder, Hardaway, Jr. (15) | Dwight Howard (17)     | Dennis Schröder (6)   | Air Canada Centre         | 10 - 11 |
| 22    | 5 décembre  | Oklahoma City   | D 99-102      | Paul Millsap (24)            | Dwight Howard (7)      | Dennis Schröder (8)   | Philips Arena             | 10 - 12 |
| 23    | 7 décembre  | Miami           | V 103-95      | Dwight Howard (23)           | Dwight Howard (17)     | Dennis Schröder (7)   | Philips Arena             | 11 - 12 |
| 24    | 9 décembre  | @ Milwaukee     | V 114-110     | Dennis Schröder (33)         | Paul Millsap (14)      | Paul Millsap (6)      | BMO Harris Bradley Center | 12 - 12 |
| 25    | 13 décembre | Orlando         | D 120-131     | Dwight Howard (20)           | Dwight Howard (16)     | Dennis Schröder (13)  | Philips Arena             | 12 - 13 |
| 26    | 16 décembre | @ Toronto       | V 125-121     | Dwight Howard (27)           | Dwight Howard (15)     | Dennis Schröder (6)   | Air Canada Centre         | 13 - 13 |
| 27    | 17 décembre | Charlotte       | D 99-107      | Tim Hardaway, Jr. (21)       | Dwight Howard (23)     | Dennis Schröder (6)   | Philips Arena             | 13 - 14 |
| 28    | 19 décembre | @ Oklahoma City | V 110-108     | Dennis Schröder (31)         | Paul Millsap (11)      | Dennis Schröder (8)   | Chesapeake Energy Arena   | 14 - 14 |
| 29    | 21 décembre | Minnesota       | D 84-92       | Dennis Schröder (21)         | Paul Millsap (10)      | Millsap, Schröder (7) | Philips Arena             | 14 - 15 |
| 30    | 23 décembre | @ Denver        | V 109-108     | Dennis Schröder (27)         | Millsap, Humphries (8) | Dennis Schröder (5)   | Pepsi Center              | 15 - 15 |
| 31    | 26 décembre | @ Minnesota     | D 90-104      | Dwight Howard (20)           | Dwight Howard (12)     | Schröder, Muscala (4) | Target Center             | 15 - 16 |
| 32    | 28 décembre | New York        | V 102-98 (OT) | Dennis Schröder (27)         | Dwight Howard (22)     | Paul Millsap (6)      | Philips Arena             | 16 - 16 |
| 33    | 30 décembre | Détroit         | V 105-98      | Paul Millsap (26)            | Dwight Howard (15)     | Schröder, Delaney (7) | Philips Arena             | 17 - 16 |

| Match | Date match  | Équipe             | Score           | Meilleur marqueur      | Meilleur rebondeur     | Meilleur passeur      | Lieux Spectateurs        | Série   |
| ----- | ----------- | ------------------ | --------------- | ---------------------- | ---------------------- | --------------------- | ------------------------ | ------- |
| 34    | 1er janvier | San Antonio        | V 114-112 (OT)  | Paul Millsap (32)      | Paul Millsap (13)      | Dennis Schröder (10)  | Philips Arena            | 18 - 16 |
| 35    | 4 janvier   | @ Orlando          | V 111-92        | Dennis Schröder (18)   | Dwight Howard (12)     | Schröder, Korver (7)  | Amway Center             | 19 - 16 |
| 36    | 5 janvier   | @ Nouvelle-Orléans | V 99-94         | Dennis Schröder (23)   | Dwight Howard (11)     | Malcolm Delaney (8)   | Smoothie King Center     | 20 - 16 |
| 37    | 7 janvier   | @ Dallas           | V 97-82         | Tim Hardaway, Jr. (21) | Dwight Howard (20)     | Paul Millsap (6)      | American Airlines Center | 21 - 16 |
| 38    | 10 janvier  | @ Brooklyn         | V 117-97        | Dennis Schröder (19)   | Dwight Howard (16)     | Dennis Schröder (10)  | Barclays Center          | 22 - 16 |
| 39    | 13 janvier  | Boston             | D 101-103       | Millsap, Hardaway (23) | Dwight Howard (8)      | Millsap, Delaney (6)  | Philips Arena            | 22 - 17 |
| 40    | 15 janvier  | Milwaukee          | V 111-98        | Kent Bazemore (24)     | Dwight Howard (14)     | Malcolm Delaney (9)   | Philips Arena            | 23 - 17 |
| 41    | 16 janvier  | @ New York         | V 108-107       | Dennis Schröder (28)   | Millsap, Humphries (7) | Paul Millsap (6)      | Madison Square Garden    | 24 - 17 |
| 42    | 18 janvier  | @ Détroit          | D 95-118        | Paul Millsap (21)      | Paul Millsap (8)       | Dennis Schröder (6)   | Palace of Auburn Hills   | 24 - 18 |
| 43    | 20 janvier  | Chicago            | V 102-93        | Dennis Schröder (25)   | Millsap, Humphries (9) | Dennis Schröder (6)   | Philips Arena            | 25 - 18 |
| 44    | 21 janvier  | Philadelphie       | V 110-93        | Paul Millsap (22)      | Dwight Howard (15)     | Dennis Schröder (9)   | Philips Arena            | 26 - 18 |
| 45    | 23 janvier  | L. A. Clippers     | D 105-115       | Kent Bazemore (25)     | Dwight Howard (12)     | Millsap, Schröder (7) | Philips Arena            | 26 - 19 |
| 46    | 25 janvier  | @ Chicago          | V 119-114       | Dennis Schröder (24)   | Dwight Howard (12)     | Dennis Schröder (9)   | United Center            | 27 - 19 |
| 47    | 27 janvier  | Washington         | D 86-112        | Kent Bazemore (15)     | Dwight Howard (13)     | Dennis Schröder (5)   | Philips Arena            | 27 - 20 |
| 48    | 29 janvier  | New York           | V 142-139 (OT4) | Paul Millsap (37)      | Paul Millsap (19)      | Dennis Schröder (15)  | Philips Arena            | 28 - 20 |

| Match               | Date match  | Équipe           | Score          | Meilleur marqueur      | Meilleur rebondeur  | Meilleur passeur     | Lieux Spectateurs       | Série   |
| ------------------- | ----------- | ---------------- | -------------- | ---------------------- | ------------------- | -------------------- | ----------------------- | ------- |
| 49                  | 1er février | @ Miami          | D 93-116       | Kent Bazemore (14)     | Dwight Howard (11)  | DeAndre' Bembry (3)  | American Airlines Arena | 28 - 21 |
| 50                  | 2 février   | @ Houston        | V 113-108      | Tim Hardaway, Jr. (33) | Dwight Howard (23)  | Kent Bazemore (6)    | Toyota Center           | 29 - 21 |
| 51                  | 4 février   | Orlando          | V 113-86       | Hardaway, Millsap (21) | Dwight Howard (13)  | Dennis Schröder (10) | Philips Arena           | 30 - 21 |
| 52                  | 6 février   | Utah             | D 95-120       | Dennis Schröder (21)   | Millsap, Howard (8) | Trois joueurs (3)    | Philips Arena           | 30 - 22 |
| 53                  | 8 février   | Denver           | V 117-106      | Dennis Schröder (24)   | Dwight Howard (13)  | Dennis Schröder (10) | Philips Arena           | 31 - 22 |
| 54                  | 10 février  | @ Sacramento     | D 107-108      | Tim Hardaway, Jr. (28) | Dwight Howard (11)  | Dennis Schröder (6)  | Golden 1 Center         | 31 - 23 |
| 55                  | 13 février  | @ Portland       | V 109-104 (OT) | Tim Hardaway, Jr. (25) | Dwight Howard (16)  | Kent Bazemore (6)    | Moda Center             | 32 - 23 |
| 56                  | 15 février  | @ L. A. Clippers | D 84-99        | Dennis Schröder (15)   | Dwight Howard (15)  | Dennis Schröder (7)  | Staples Center          | 32 - 24 |
| All-Star Break 2017 |             |                  |                |                        |                     |                      |                         |         |
| 57                  | 24 février  | Miami            | D 90-108       | Paul Millsap (21)      | Mike Muscala (9)    | Malcolm Delaney (4)  | Philips Arena           | 32 - 25 |
| 58                  | 25 février  | @ Orlando        | D 86-105       | Tim Hardaway, Jr. (15) | Dwight Howard (14)  | Dennis Schröder (8)  | Amway Center            | 32 - 26 |
| 59                  | 27 février  | @ Boston         | V 114-98       | Dennis Schröder (21)   | Howard, Prince (12) | Dennis Schröder (5)  | TD Garden               | 33 - 26 |

| Match | Date match | Équipe         | Score     | Meilleur marqueur      | Meilleur rebondeur  | Meilleur passeur       | Lieux Spectateurs         | Série   |
| ----- | ---------- | -------------- | --------- | ---------------------- | ------------------- | ---------------------- | ------------------------- | ------- |
| 60    | 1er mars   | Dallas         | V 100-95  | İlyasova, Millsap (18) | Dwight Howard (12)  | Paul Millsap (10)      | Philips Arena             | 34 - 26 |
| 61    | 3 mars     | Cleveland      | D 130-135 | Tim Hardaway, Jr. (36) | Dwight Howard (10)  | Bazemore, Schröder (7) | Philips Arena             | 34 - 27 |
| 62    | 5 mars     | Indiana        | D 96-97   | Tim Hardaway, Jr. (24) | Dwight Howard (14)  | Dennis Schröder (7)    | Philips Arena             | 34 - 28 |
| 63    | 6 mars     | Golden State   | D 111-119 | Dennis Schröder (23)   | Dwight Howard (19)  | Tim Hardaway, Jr. (5)  | Philips Arena             | 34 - 29 |
| 64    | 8 mars     | Brooklyn       | V 110-105 | Dennis Schröder (31)   | Dwight Howard (14)  | Dennis Schröder (5)    | Philips Arena             | 35 - 29 |
| 65    | 10 mars    | Toronto        | V 105-99  | Dennis Schröder (26)   | Dwight Howard (10)  | Tim Hardaway, Jr. (6)  | Philips Arena             | 36 - 29 |
| 66    | 11 mars    | @ Memphis      | V 107-90  | Taurean Prince (17)    | Paul Millsap (11)   | Dennis Schröder (8)    | FedExForum                | 37 - 29 |
| 67    | 13 mars    | @ San Antonio  | D 99-107  | Dennis Schröder (22)   | Dwight Howard (13)  | Dennis Schröder (10)   | AT&T Center               | 37 - 30 |
| 68    | 16 mars    | Memphis        | D 91-103  | Tim Hardaway, Jr. (18) | Dwight Howard (11)  | José Calderón (4)      | Philips Arena             | 37 - 31 |
| 69    | 18 mars    | Portland       | D 97-113  | Ersan İlyasova (23)    | Dwight Howard (10)  | Dennis Schröder (7)    | Philips Arena             | 37 - 32 |
| 70    | 20 mars    | @ Charlotte    | D 90-105  | Dennis Schröder (20)   | Dwight Howard (10)  | Dennis Schröder (6)    | Time Warner Cable Arena   | 37 - 33 |
| 71    | 22 mars    | @ Washington   | D 100-104 | Tim Hardaway, Jr. (29) | Dwight Howard (16)  | Dennis Schröder (6)    | Verizon Center            | 37 - 34 |
| 72    | 24 mars    | @ Milwaukee    | D 97-100  | Dennis Schröder (28)   | Dwight Howard (12)  | Dennis Schröder (7)    | BMO Harris Bradley Center | 37 - 35 |
| 73    | 26 mars    | Brooklyn       | D 92-107  | Dennis Schröder (24)   | Ersan İlyasova (18) | Dennis Schröder (8)    | Philips Arena             | 37 - 36 |
| 74    | 28 mars    | Phoenix        | V 95-91   | Dennis Schröder (27)   | Ersan İlyasova (12) | Dennis Schröder (9)    | Philips Arena             | 38 - 36 |
| 75    | 29 mars    | @ Philadelphie | D 99-92   | Dwight Howard (22)     | Dwight Howard (20)  | Dennis Schröder (5)    | Wells Fargo Center        | 39 - 36 |

| Match | Date match | Équipe      | Score          | Meilleur marqueur      | Meilleur rebondeur         | Meilleur passeur            | Lieux Spectateurs       | Série   |
| ----- | ---------- | ----------- | -------------- | ---------------------- | -------------------------- | --------------------------- | ----------------------- | ------- |
| 76    | 1er avril  | @ Chicago   | D 104-106      | Dennis Schröder (29)   | Dwight Howard (12)         | Dennis Schröder (6)         | United Center           | 39 - 37 |
| 77    | 2 avril    | @ Brooklyn  | D 82-91        | Dennis Schröder (16)   | Dwight Howard (11)         | Dennis Schröder (8)         | Barclays Center         | 39 - 38 |
| 78    | 6 avril    | Boston      | V 123-116      | Paul Millsap (26)      | Paul Millsap (12)          | Hardaway, Jr., Schröder (5) | Philips Arena           | 40 - 38 |
| 79    | 7 avril    | @ Cleveland | V 114-100      | Tim Hardaway, Jr. (22) | Humphries, İlyasova (7)    | Malcolm Delaney (8)         | Quicken Loans Arena     | 41 - 38 |
| 80    | 9 avril    | Cleveland   | V 126-125 (OT) | Paul Millsap (22)      | Millsap, Hardaway, Jr. (9) | Dennis Schröder (5)         | Philips Arena           | 42 - 38 |
| 81    | 11 avril   | Charlotte   | V 103-76       | Dwight Howard (19)     | Dwight Howard (12)         | Dennis Schröder (9)         | Philips Arena           | 43 - 38 |
| 82    | 12 avril   | @ Indiana   | D 86-104       | Ersan İlyasova (15)    | Kris Humphries (8)         | Calderón, Delaney (5)       | Bankers Life Fieldhouse | 43 - 39 |

## Playoffs
| Playoffs Total: 2-4 (Domicile : 2-1 ; Extérieur : 0-3) |

| Match | Date match | Équipe       | Score     | Meilleur marqueur    | Meilleur rebondeur | Meilleur passeur      | Lieux Spectateurs | Série |
| ----- | ---------- | ------------ | --------- | -------------------- | ------------------ | --------------------- | ----------------- | ----- |
| 1     | 16 avril   | @ Washington | D 107-114 | Dennis Schröder (25) | Dwight Howard (14) | Dennis Schröder (9)   | Verizon Center    | 0 - 1 |
| 2     | 19 avril   | @ Washington | D 101-109 | Paul Millsap (27)    | Paul Millsap (10)  | Dennis Schröder (6)   | Verizon Center    | 0 - 2 |
| 3     | 22 avril   | Washington   | V 116-98  | Paul Millsap (29)    | Paul Millsap (14)  | Dennis Schröder (9)   | Philips Arena     | 1 - 2 |
| 4     | 24 avril   | Washington   | V 111-101 | Paul Millsap (19)    | Dwight Howard (15) | Millsap, Bazemore (7) | Philips Arena     | 2 - 2 |
| 5     | 26 avril   | @ Washington | D 99-103  | Dennis Schröder (29) | Paul Millsap (11)  | Dennis Schröder (11)  | Verizon Center    | 2 - 3 |
| 6     | 28 avril   | Washington   | D 99-115  | Paul Millsap (31)    | Paul Millsap (10)  | Dennis Schröder (10)  | Philips Arena     | 2 - 4 |

## Confrontations
| Conférence Est      | Conférence Est                               | Conférence Est                               | Conférence Est                               | Conférence Est                               | Conférence Ouest                             | Conférence Ouest                             | Conférence Ouest                             |
| Division Atlantique | Division Atlantique                          | Division Atlantique                          | Division Atlantique                          | Division Atlantique                          | Division Nord-Ouest                          | Division Nord-Ouest                          | Division Nord-Ouest                          |
| Équipe              | Domicile                                     | Domicile                                     | Extérieur                                    | Extérieur                                    | Équipe                                       | Domicile                                     | Extérieur                                    |
| ------------------- | -------------------------------------------- | -------------------------------------------- | -------------------------------------------- | -------------------------------------------- | -------------------------------------------- | -------------------------------------------- | -------------------------------------------- |
| Boston              | 101-103                                      | 123-116                                      | 114-98                                       |                                              | Denver                                       | 117-106                                      | 109-108                                      |
| Brooklyn            | 110-105                                      | 92-107                                       | 117-97                                       | 82-91                                        | Minnesota                                    | 84-92                                        | 90-104                                       |
| New York            | 102-98 (OT)                                  | 142-139 (4OT)                                | 94-104                                       | 108-107                                      | Oklahoma City                                | 99-102                                       | 110-108                                      |
| Philadelphie        | 117-96                                       | 110-93                                       | 104-72                                       | 99-92                                        | Portland                                     | 97-113                                       | 109-104 (OT)                                 |
| Toronto             | 105-99                                       |                                              | 84-128                                       | 125-121                                      | Utah                                         | 95-120                                       | 68-95                                        |
|                     | 7–2                                          | 7–2                                          | 6–3                                          | 6–3                                          |                                              | 1–4                                          | 3–2                                          |
| Division            | 13–5                                         | 13–5                                         | 13–5                                         | 13–5                                         | Division                                     | 4–6                                          | 4–6                                          |
| Division Centrale   | Division Centrale                            | Division Centrale                            | Division Centrale                            | Division Centrale                            | Division Pacifique                           | Division Pacifique                           | Division Pacifique                           |
| Équipe              | Domicile                                     | Domicile                                     | Extérieur                                    | Extérieur                                    | Équipe                                       | Domicile                                     | Extérieur                                    |
| Chicago             | 115-107                                      | 102-93                                       | 119-114                                      | 104-106                                      | Golden State                                 | 111-119                                      | 100-105                                      |
| Cleveland           | 130-135                                      | 126-125 (OT)                                 | 110-106                                      | 114-100                                      | L.A. Clippers                                | 105-115                                      | 84-99                                        |
| Detroit             | 85-121                                       | 105-98                                       | 95-118                                       |                                              | L.A. Lakers                                  | 116-123                                      | 94-109                                       |
| Indiana             | 96-97                                        |                                              | 96-85                                        |                                              | Phoenix                                      | 95-91                                        | 107-109                                      |
| Milwaukee           | 107-100                                      | 111-98                                       | 114-110                                      | 97-100                                       | Sacramento                                   | 106-95                                       | 107-108                                      |
|                     | 6–3                                          | 6–3                                          | 4–4                                          | 4–4                                          |                                              | 2–3                                          | 0–5                                          |
| Division            | 10–7                                         | 10–7                                         | 10–7                                         | 10–7                                         | Division                                     | 2–8                                          | 2–8                                          |
| Division Sud-Est    | Division Sud-Est                             | Division Sud-Est                             | Division Sud-Est                             | Division Sud-Est                             | Division Sud-Ouest                           | Division Sud-Ouest                           | Division Sud-Ouest                           |
| Équipe              | Domicile                                     | Domicile                                     | Extérieur                                    | Extérieur                                    | Équipe                                       | Domicile                                     | Extérieur                                    |
|                     |                                              |                                              |                                              |                                              | Dallas                                       | 100-95                                       | 97-82                                        |
| Charlotte           | 99-107                                       |                                              | 96-100                                       | 90-105                                       | Houston                                      | 112-97                                       | 113-108                                      |
| Miami               | 103-95                                       | 90-108                                       | 93-90                                        | 93-116                                       | Memphis                                      | 91-103                                       | 107-90                                       |
| Orlando             | 120-131                                      | 113-86                                       | 111-92                                       | 86-105                                       | La Nouvelle-Orléans                          | 94-112                                       | 99-94                                        |
| Washington          | 114-99                                       | 86-112                                       | 92-95                                        | 100-104                                      | San Antonio                                  | 114-112 (OT)                                 | 99-107                                       |
|                     | 3–4                                          | 3–4                                          | 2–6                                          | 2–6                                          |                                              | 3–2                                          | 4–1                                          |
| Division            | 5–10                                         | 5–10                                         | 5–10                                         | 5–10                                         | Division                                     | 7–3                                          | 7–3                                          |
| Conférence          | 29–21 (Domicile : 16–9 ; Extérieur : 13–12)  | 29–21 (Domicile : 16–9 ; Extérieur : 13–12)  | 29–21 (Domicile : 16–9 ; Extérieur : 13–12)  | 29–21 (Domicile : 16–9 ; Extérieur : 13–12)  | Conférence                                   | 13–17 (Domicile : 6–9 ; Extérieur : 7–8)     | 13–17 (Domicile : 6–9 ; Extérieur : 7–8)     |
| Total               | 42–38 (Domicile : 22–18 ; Extérieur : 20–20) | 42–38 (Domicile : 22–18 ; Extérieur : 20–20) | 42–38 (Domicile : 22–18 ; Extérieur : 20–20) | 42–38 (Domicile : 22–18 ; Extérieur : 20–20) | 42–38 (Domicile : 22–18 ; Extérieur : 20–20) | 42–38 (Domicile : 22–18 ; Extérieur : 20–20) | 42–38 (Domicile : 22–18 ; Extérieur : 20–20) |

## Effectif actuel
| Hawks d'Atlanta Effectif actuel |    |                        |                   |                   |
| Entraîneur : Mike Budenholzer   |    |                        |                   |                   |
| Arrière, Ailier                 | 24 | Drapeau des États-Unis | Kent Bazemore     | Old Dominion      |
| Ailier                          | 95 | Drapeau des États-Unis | DeAndre' Bembry   | Saint-Joseph      |
| Meneur                          | 13 | Drapeau de l'Espagne   | José Calderón     | Espagne           |
| Arrière                         | 5  | Drapeau des États-Unis | Malcolm Delaney   | Virginia Tech     |
| Arrière, Ailier                 | 3  | Drapeau des États-Unis | Mike Dunleavy Jr. | Duke              |
| Arrière                         | 10 | Drapeau des États-Unis | Tim Hardaway, Jr. | Michigan          |
| Pivot                           | 8  | Drapeau des États-Unis | Dwight Howard (C) | Christian Academy |
| Ailier fort                     | 43 | Drapeau des États-Unis | Kris Humphries    | Minnesota         |
| Ailier fort                     | 7  | Drapeau de la Turquie  | Ersan İlyasova    | Turquie           |
| Ailier fort                     | 30 | Drapeau des États-Unis | Ryan Kelly        | Duke              |
| Ailier fort                     | 4  | Drapeau des États-Unis | Paul Millsap (C)  | Louisiana Tech    |
| Pivot, Ailier fort              | 31 | Drapeau des États-Unis | Mike Muscala      | Bucknell          |
| Ailier                          | 12 | Drapeau des États-Unis | Taurean Prince    | Baylor            |
| Meneur                          | 17 | Drapeau de l'Allemagne | Dennis Schröder   | Allemagne         |
| Arrière, Ailier                 | 25 | Drapeau de la Suisse   | Thabo Sefolosha   | Suisse            |
| (C) Capitaine, Blessé           |    |                        |                   |                   |

## Contrats et salaires 2016-2017
| Joueur            | Poste          | Âge            | Exp            | Contrat                | Salaire 2015-2016 | Fin du contrat |
| ----------------- | -------------- | -------------- | -------------- | ---------------------- | ----------------- | -------------- |
| Joueurs actuels   |                |                |                |                        |                   |                |
| Kent Bazemore     | SF             | 27             | 4              | 70 000 000 $ sur 4 ans | 15 730 338 $      | 2020           |
| DeAndre' Bembry   | SG             | 22             | 0              | 3 066 960 $ sur 2 ans  | 1 499 760 $       | 2020           |
| Malcolm Delaney   | SG             | 27             | 0              | 5 000 000 $ sur 2 ans  | 2 500 000 $       | 2018           |
| Tim Hardaway, Jr. | SG             | 24             | 3              | 6 033 525 $ sur 4 ans  | 2 281 605 $       | 2017           |
| Dwight Howard     | C              | 30             | 12             | 70 500 000 $ sur 3 ans | 23 180 275 $      | 2019           |
| Kris Humphries    | PF             | 31             | 12             | 4 000 000 $ sur 1 an   | 4 000 000 $       | 2017           |
| Kyle Korver       | SG             | 35             | 13             | 24 000 000 $ sur 4 ans | 5 239 437 $       | 2017           |
| Paul Millsap      | PF             | 31             | 10             | 60 216 100 $ sur 3 ans | 20 072 033 $      | 2018           |
| Mike Muscala      | PF             | 25             | 3              | 2 940 925 $ sur 4 ans  | 1 015 696 $*      | 2017           |
| Taurean Prince    | SF             | 22             | 0              | 4 740 840 $ sur 2 ans  | 2 318 280 $       | 2020           |
| Dennis Schröder   | PG             | 23             | 3              | 7 510 862 $ sur 4 ans  | 2 708 582 $       | 2017 $         |
| Mike Scott        | PF             | 28             | 4              | 10 000 000 $ sur 3 ans | 3 333 334 $       | 2017           |
| Thabo Sefolosha   | SG             | 32             | 10             | 12 000 000 $ sur 3 ans | 3 850 000 $       | 2017           |
| Tiago Splitter    | PF             | 31             | 6              | 36 000 000 $ sur 4 ans | 8 550 000 $       | 2017           |
| Walter Tavares    | C              | 24             | 1              | 3 014 746 $ sur 3 ans  | 1 000 000 $       | 2018           |
| Total salaire     | Total salaire  | Total salaire  | Total salaire  | Total salaire          | 97 279 340 $      | -              |
| Joueurs coupés    | Joueurs coupés | Joueurs coupés | Joueurs coupés | Joueurs coupés         | 1 030 431 $       | -              |
|                   |                |                |                |                        |                   |                |
| Total             | Total          | Total          | Total          | Total                  | 98 309 771 $      | Différence     |
| Salary Cap        | Salary Cap     | Salary Cap     | Salary Cap     | Salary Cap             | 94 143 000 $      | - 4 166 771 $  |
| Luxury Tax        | Luxury Tax     | Luxury Tax     | Luxury Tax     | Luxury Tax             | 113 287 000 $     | 14 977 229 $   |

- 2017 = Joueurs agent libre en fin de saison.
- 2017 = Joueurs agent libre restreint en fin de saison.
- 2017 $ = Joueur ayant signé un nouveau contrat à la fin de la saison.
- *Contrat non garanti.
- **Contrat partiellement garanti.

## Transferts

### Échanges
| Juin           | Juin                                                                                       | Juin                                                                                | Juin                    |
| -------------- | ------------------------------------------------------------------------------------------ | ----------------------------------------------------------------------------------- | ----------------------- |
| 23 juin 2016   | Échange à deux équipes                                                                     | Échange à deux équipes                                                              | Échange à deux équipes  |
| 23 juin 2016   | Vers Hawks d'Atlanta - Compensation financière                                             | Vers Cavaliers de Cleveland - Droits sur le 54e choix de la Draft 2016 : Kay Felder | [ 2 ]                   |
| Juillet        |                                                                                            |                                                                                     |                         |
| 7 juillet 2016 | Échange à trois équipes                                                                    | Échange à trois équipes                                                             | Échange à trois équipes |
| 7 juillet 2016 | Vers Hawks d'Atlanta - Droits sur le 12e choix de la Draft 2016 : Taurean Prince (de Utah) | Vers Pacers de l'Indiana - Jeff Teague (D'Atlanta)                                  | [ 3 ]                   |
| 7 juillet 2016 | Vers Hawks d'Atlanta - Droits sur le 12e choix de la Draft 2016 : Taurean Prince (de Utah) | Vers Jazz de l'Utah - George Jesse Hill (d'Indiana)                                 | [ 3 ]                   |

### Joueurs qui re-signent
| Joueur         | Contrat                           | Référence |
| -------------- | --------------------------------- | --------- |
| Kent Bazemore  | Contrat de 70 000 000 $ sur 4 ans | [ 4 ]     |
| Kris Humphries | Contrat de 4 000 000 $ sur 1 an   | [ 5 ]     |

#### Options joueur et équipe
| Date    | Joueur       | Option                                                                      |
| ------- | ------------ | --------------------------------------------------------------------------- |
| 29 juin | Mike Muscala | Atlanta exerce son option d'équipe de 1 020 000 $ pour la saison 2016-2017. |

### Arrivées
| Joueur                                 | Contrat                           | Provenance                 | Référence |
| -------------------------------------- | --------------------------------- | -------------------------- | --------- |
| DeAndre' Bembry (Draft 2016, choix 21) | Contrat de 3 066 960 $ sur 2 ans  | Hawks de Saint-Joseph      | [ 6 ]     |
| Malcolm Delaney                        | Contrat de 5 000 000 $ sur 2 ans  | Lokomotiv Kouban-Krasnodar | [ 5 ]     |
| Dwight Howard                          | Contrat de 70 500 000 $ sur 3 ans | Rockets de Houston         | [ 7 ]     |
| Jarrett Jack                           | Contrat de 1 551 659 $ sur 2 ans  | Nets de Brooklyn           | [ 5 ]     |
| Taurean Prince (Draft 2016, choix 12)  | Contrat de 4 740 840 $ sur 2 ans  | Bears de Baylor            | [ 6 ]     |

### Départs
| Joueur          | Raison départ | Nouvelle équipe ¹   | Référence |
| --------------- | ------------- | ------------------- | --------- |
| Al Horford      | Agent libre   | Celtics de Boston   | [ 8 ]     |
| Lamar Patterson | Libéré        | Kings de Sacramento | ,         |

¹ Il s'agit de l’équipe pour laquelle le joueur a signé après son départ, il a pu entre-temps changer d'équipe ou encore de pays.